# カラダン川
カラダン川（カラダンがわ、ビルマ語: ကုလားတန်မြစ်, 発音 [kəládàɴ mjɪʔ]、英語: Kaladan River）、別名キサプナディ (Kysapnadi)、ベイノ川 (Beino)、バウィヌ川 (Bawinu)、コロディネ川 (Kolodyne) は、インドのミゾラム州東部と、ミャンマー西部のチン州、ラカイン州の間を流れる河川。カラダン川は、インドではチムトゥイプイ川 (Chhimtuipui River) と呼ばれる。支流のティオ川と合流する北緯22度47分10秒から、北緯22度11分06秒までの区間は、インドとミャンマーの国境を成している。

## 歴史
1904年当時、カラダン川は、ベンガル湾に面したミャンマー西部の港湾都市であるシットウェから、インド東部のミゾラム州に入る経路になっていた。カラダン川はミゾラム州最大の河川であり、州の南東部を流れている。

## 地理
この川は、チン州中央部、北緯22度49分28秒、東経93度31分57秒に発し、最上流部ではティミット川 (Timit) と呼ばれるが、南流してさほど行かないうちにチャル川 (Chal) と合流し、そこからはボイヌ川 (Boinu) となる。なおも南流し、北緯22度08分40秒、東経93度34分30秒付近でトウェ川 (Twe) と合流すると向きを変えて西へ流れる。さらに西に進んで北緯22度05分20秒、東経93度14分12秒付近に至り、北西に向きを変える。北緯22度11分06秒、東経93度09分29秒付近、パビパ山 (Mount Phabipa) の麓で北に流れを転じ、インドとミャンマーの国境となる。北緯22度47分09秒、東経93度05分47秒付近まで北流し、そこから国境はそのまま北へティオ川沿いに北へ伸びていくが、このあたりでボイヌ川という名になっているこの川は、北西に流れてミゾラム州に入り、カラダン川と呼ばれるようになる。
北緯22度58分21秒、東経92度58分55秒付近で最も北寄りの地点に達し、そこから南西に向きを変え、右岸側からトゥイチョン川 (Tuichong) が合流してから南流する。北緯22度43分39秒、東経92度54分46秒付近で右岸側からマット川 (Mat) が合流する。さらに南流し、右岸側からカウルティンデン川 (Kawrthingdeng) が合流する。その後、ケンカール (Khenkhar) の北西、北緯22度03分40秒、東経92度51分05秒付近のライタウの渡し (Raithaw Ferry) で再びチン州に入る。北緯21度06分56秒、東経92度57分42秒付近で左岸側からミ川 (Mi) が合流する。ンガメから、この川はミャンマーのラカイン州に入り、そのまま南流してシットウェでベンガル湾に注ぐ。

## カラダン川複合輸送計画
インド政府は、インド東北部とミャンマーの物資輸送環境を改善するために「カラダン川複合輸送計画」を進めており、コルカタとシットウェを海路、そこからカラダン川を経由してチン州パレッワへ至り、そこから陸路で高速道路によってミゾラム州に至るというルートの整備を進めている。しかし、ミャンマー側の地域内において、国軍と反政府勢力アラカン軍との戦闘が激化し、工事関係者の安全を守るために工事の進捗は大きく遅れている。